# Roodkopdiksnavelmees
De roodkopdiksnavelmees (Paradoxornis ruficeps; synoniem: Psittiparus ruficeps) is een zangvogel uit de familie Paradoxornithidae (diksnavelmezen).

## Verspreiding en leefgebied
Deze soort komt voor in noordoostelijk India, Bhutan en aangrenzend zuidelijk China.